# Iridopsis jurgina
Iridopsis jurgina är en fjärilsart som beskrevs av Paul Dognin 1895. Iridopsis jurgina ingår i släktet Iridopsis och familjen mätare. Inga underarter finns listade i Catalogue of Life.